# Drežnik, Kostel
Drežnik je naselje v Občini Kostel.